# André de Kruijff
Andries Johannes (André) de Kruijff (Amsterdam, 9 april 1895 – Amstelveen, 29 november 1964) was een Nederlands voetballer.

## Biografie
André de Kruijff was de zoon van Dirk Willem de Kruijff en Francisca Henriëtta Maria Borghols. Hij trouwde op 16 mei 1929 met Johanna Geertruida Smit. Zijn schoonvader Maarten Smit was vice-president van Ajax.
De Kruijff speelde 94 wedstrijden voor Ajax en scoorde drie keer voor de club uit Amsterdam. Zijn laatste wedstrijd was in december 1926 tegen Excelsior. Behalve voor Ajax heeft hij ook één wedstrijd gespeeld voor het Nederlands elftal: op 26 maart 1921 in de met 2-0 gewonnen en vriendschappelijke wedstrijd tegen Zwitserland.